# Tupátaro (Huiramba)
Tupátaro es una población del estado mexicano de Michoacán, que forma parte del municipio de Huiramba en el centro-este del estado.

## Localización y demografía
Nurio se encuentra localizado en el centro este del estado de Michoacán. Sus coordenadas geográficas son 19°30′07″N 101°29′35″O / 19.50194, -101.49306 y a una altitud de 2 223 metros sobre el nivel del mar, su entorno es boscoso y se localiza en las cercanías del Lago de Pátzcuaro.
De acuerdo con el Censo de Población y Vivienda del 2020 llevado a cabo por el Instituto Nacional de Estadística y Geografía, Nurio tiene una población total de 726 habitantes, siendo 383 mujeres y 343 son hombres, siendo la segunda población del municipio.